# Орешково (Наро-Фоминский район)
Орешково — деревня в Наро-Фоминском районе Московской области, входит в состав сельского поселения Волчёнковское. Численность постоянного населения по Всероссийской переписи 2010 года — 12 человек, в деревне числятся 1 улица, переулок и 4 садовых товарищества. До 2006 года Орешково входило в состав Назарьевского сельского округа.
Деревня расположена в юго-западной части района, у истоков реки Бобровка (правый приток реки Ильятенки), примерно в 15 км к востоку от города Верея, недалеко от границы с Калужской областью, высота центра над уровнем моря 206 м. Ближайшие населённые пункты — Митенино в 0,5 км на юго-восток, Тишинка в 1 км на юг и Блознево в 1,5 км на запад.